# Omphaloscelis
Omphaloscelis là một chi bướm đêm thuộc họ Noctuidae.

## Các loài
- Omphaloscelis lunosa (Haworth, 1809)
- Omphaloscelis polybela (Joannis, 1903)